# Криоконсервация
Криоконсерва́ция (от греч. κρύος — холод и лат. conservo — сохраняю) — процесс низкотемпературного сохранения живых биологических объектов с возможностью восстановления их биологических функций после размораживания.

## Эффективность и объекты криоконсервации
В настоящее время разработаны и успешно применяются в медицине, сельском хозяйстве и научном эксперименте методы криоконсервации клеточных культур, тканей (кровь, сперма, ооциты (яйцеклетки),  ранние эмбрионы). Изолированные органы плохо переносят криоконсервацию, эффективные методы криоконсервации целых органов пока не разработаны, хотя отдельные успешные эксперименты по обратимой криоконсервации органов животных проводились  начиная с 2005 года.
Случаи успешной трансплантации криоконсервированных органов человека редки, как правило, в таких случаях речь может идти не о восстановлении после размораживания целого органа, а о присутствии в размороженном органе отдельных областей живой ткани. Другими словами, выживает после криоконсервации не орган человека как единое целое, а участки ткани, которые могут после трансплантации успешно прижиться (например, при трансплантации размороженной яичниковой ткани). Случаи успешной криоконсервации теплокровных животных (в том числе человека) до сих пор не зафиксированы. Не существует методов, обеспечивающих выживание криоконсервированных людей, иных млекопитающих, а также птиц, тем не менее, научные исследования в этом направлении продолжаются.

## Температурный режим
Как правило, криоконсервацию осуществляют при температуре −196 °C, помещая капсулы с биологическими объектами в жидкий азот. Реже пользуются более высокими температурами (от −180 °C до −130 °C), которые создают электрифицированные морозильные камеры, но данный температурный режим менее надежен и подходит не для всех объектов. Использование температур выше −130 °C малоэффективно и используется редко (например, хранение на сухом льду при −79 °C). Сохранение живых объектов при температурах около нуля градусов традиционно не относят к криоконсервации. Использование низких температур обеспечивает остановку биохимических процессов в клетках, в том числе останавливается обмен веществ и энергией с внешней средой, благодаря этому живые объекты могут сохраняться сколь угодно долго.

## Криоповреждения
Использование низких температур опасно для живых объектов. Живые клетки погибнут при замораживании, если не осуществить специальные защитные мероприятия. Основными повреждающими факторами при замораживании являются образование внутриклеточного льда и обезвоживание клетки. Образование внутриклеточного льда характерно для большой скорости охлаждения (более 10K/мин). Кристаллизация внутриклеточной воды приводит к увеличению внутреннего объема мембранных структур (ядро, аппарат Гольджи, митохондрии, эндоплазматическая сеть, лизосомы, цитоплазматическая мембрана и пр.) Эти структуры разрушаются. Обезвоживание клетки характерно для небольшой скорости охлаждения (менее 10K/мин). Потеря клеткой воды происходит вследствие вымораживания воды во внешней среде и повышения концентрации растворенных веществ во внешней среде. При охлаждении клетка может потерять до 80-90 % воды, при этом разрушаются гидратированные комплексы с макромолекулами, что приводит к так называемой «криоденатурации» — потере биологическими полимерами (прежде всего белками и белковыми комплексами) третичной и четвертичной структуры, что приводит к необратимой утрате функций этих полимеров. В криобиологии повреждения, получаемые клеткой при замораживании, называют «криоповреждения».

## Криопротекторы
Лишь некоторые клеточные культуры, а также бактерии могут быть эффективно криоконсервированы без предварительной подготовки. Для эффективной криоконсервации клетки замораживаемых объектов должны быть насыщены криопротекторами — веществами, уменьшающими криоповреждения. После размораживания необходимо удалить криопротекторы из клеток.

## История
Джеймс Лавлок, ранний теоретик криоконсервации, в 1953 году предположил, что повреждение эритроцитов при замораживании вызвано осмотическим стрессом и повышенной концентрацией соли в обезвоженных клетках, а в середине 1950-х годов экспериментально доказал, что мозг хомяков может выдержать кристаллизацию 60% содержащейся в нём воды без негативных последствий, хотя другие органы оказались более восприимчивы к повреждениям.
Криоконсервация была впервые применена к биологическим материалам человека в 1954 году, когда в результате искусственного оплодотворения предварительно замороженной спермой наступили три беременности. Сперма птиц была криоконсервирована в 1957 году командой ученых из Великобритании под руководством Кристофера Полджа.
В 1963 году Питер Мазур из Национальной лаборатории Ок-Ридж (США) продемонстрировал, что летального внутриклеточного замерзания можно избежать, если охлаждение достаточно медленное, чтобы вода успела покинуть клетку во время постепенного замерзания внеклеточной жидкости. Необходимая скорость охлаждения отличается для клеток разного размера и проницаемости для воды: типичная скорость охлаждения около 1 °C/мин подходит для многих клеток млекопитающих после обработки криопротекторами, такими как глицерин или диметилсульфоксид, но эта скорость не является универсально оптимальной.

## Соответствие термина в иностранных языках
Следует обратить внимание, что в ряде языков для данного понятия используется слово с лат. корнем «preservo». Так слово «криоконсервация» соответствует в английском языке слову «cryopreservation», в испанском «criopreservación», но в немецком языке «Kryokonservierung», во французском «cryoconservation».